# اختبار نسبة التهوية إلى التروية

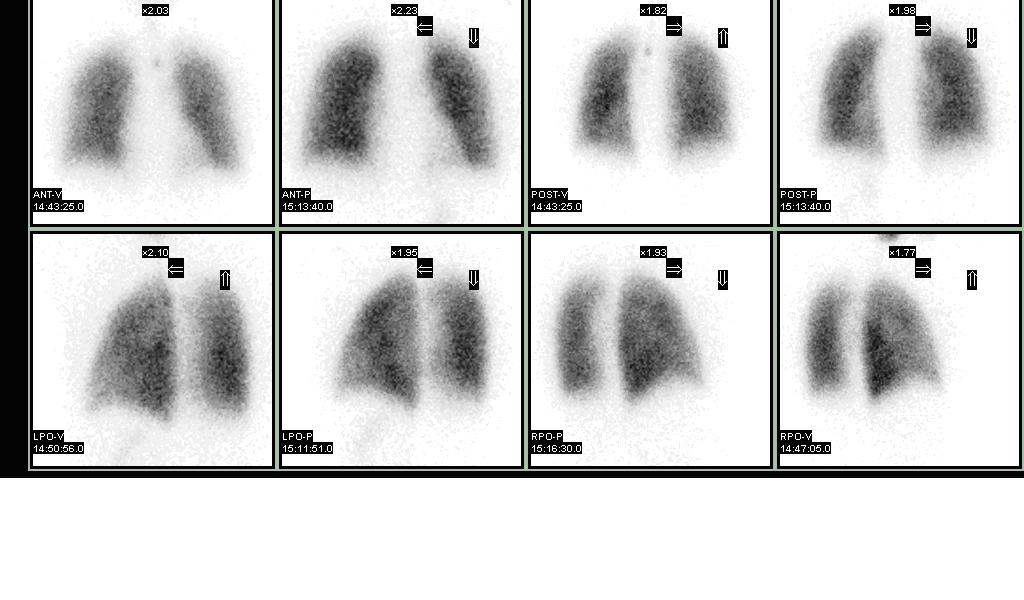
فحص التهوية / التروية.

اختبار نسبة التهوية إلى التروية، ويدعى أيضًا اختبار في/كيو الرئوي، أو التصوير الومضاني لنسبة التهوية إلى التروية، نوع من التصوير الطبي يستخدم فيه التصوير الومضاني والنظائر الطبية لتقييم جريان الهواء والدم داخل رئتي المريض لتحديد نسبة التهوية/التروية. يقيس قسم التهوية من الاختبار قدرة الهواء على الوصول إلى أجزاء الرئة المختلفة، في حين يقيم قسم التروية جودة الدوران الدموي داخل الرئتين. نظرًا لأن حرف كيو في الفيزيولوجيا يستخدم للإشارة إلى تدفق الدم، ظهر مصطلح اختبار في/كيو.

## الاستخدامات
يُجرى هذا الفحص بصورة شائعة للتحقق من وجود خثرة دموية أو تدفق دم معيب في الرئتين (مثل حالات الانصمام الرئوي، على الرغم من شيوع استخدام التصوير الطبقي المحوسب مع حقن المادة الظليلة لهذا الغرض حاليًا). قد يُستخدم اختبار التهوية/التروية في بعض الحالات التي يكون فيها استخدام المادة الظليلة غير مناسب، مثل التحسس للمادة الظليلة أو القصور الكلوي.
قد يُجرى اختبار التهوية/التروية الرئوي في حال وجود أمراض رئوية خطيرة مثل داء الانسداد الرئوي المزمن (سي أو بّي دي) أو ذات الرئة، بالإضافة إلى أداة قياس أداء الرئة قبل جراحة استئصال فص الرئة وبعدها.

### أهمية النتائج
| شرح اختبار التهوية/التروية |                                                        |                                    |
| النتيجة                    | الشرح                                                  | الأهمية                            |
| طبيعي                      | لا يوجد عيوب في التروية                                | يُستبعد الانصمام الرئوي الخثري      |
| احتمالية ضئيلة             | عيب تروية مع عيب تهوية موافق                           | احتمال الانصمام الرئوي أقل من 20%  |
| احتمالية متوسطة            | عيب تروية موافق لشذوذ برانشيمي على صورة الصدر الشعاعية | احتمال الانصمام الرئوي بين 20-80%  |
| احتمالية عالية             | عيوب تروية قطعية متعددة مع تهوية طبيعية                | احتمال الانصمام الرئوي أكبر من 80% |

قد يشير القبط الضئيل للنظير الشعاعي المستنشق إلى وظيفة تنفسية معيبة أو انسداد طرق هوائية أو احتمال وجود ذات رئة.
يشير الجريان الضئيل للألبومين المكدس المحقون إلى وجود مشكلة في تدفق الدم إلى الرئتين أو داخلهما. يدل وجود منطقة موضعة من القبط الضئيل ذات شكل إسفيني (أو شكل دائري) مع تهوية طبيعية على الصور (عيب عدم توافق) إلى وجود انصمام رئوي أو خثرة دم في الرئتين، ما يؤدي إلى انخفاض التروية بعد الانسداد.

## المخاطر
على الرغم من أن هذا الاختبار يستخدم موادًا مشعة، تعتبر الكمية الإجمالية للتعرض للإشعاع منخفضة. تتراوح الجرعات الفعالة النموذجية لاختبار التهوية/التروية بين 1-5 ملي زيفرت. سعيًا إلى تقليل التعرض للإشعاع لدى المريضات الحوامل، قد يُخفض النشاط الإشعاعي الكلي المُطبق أو تُلغى مرحلة التهوية. يمكن إجراء تصوير مقطعي محوسب للأوعية الرئوية مع حقن المادة الظليلة كبديل، على الرغم من أن هذا الإجراء قد يؤدي إلى جرعة إشعاعية أكبر للمريض.

## الإجراء
تُجرى مرحلتا التهوية والتروية في اختبار التهوية/التروية الرئوي معًا وقد تتضمن تصوير الصدر بالأشعة السينية للمقارنة أو للبحث عن أسباب أخرى لأمراض الرئة. يتطلب وجود خلل في صور التروية وجود عيب غير موافق في التهوية لتشخيص الانصمام الرئوي.
في مرحلة التهوية ضمن الاختبار، يستنشق المرض النويدات المشعة الغازية مثل زينون-133 أو الكريبتون-81م أو التكنيشيوم-99 م حامض داي إيثيل إنترياميني بينتاكتيك على شكل رذاذ عبر قطعة فموية أو قناع يغطي الأنف والفم. يمكن إجراء تصوير التهوية أيضًا باستخدام آلة تيكنيغاز التي تنتج رذاذًا من الجسيمات النانوية المشعة، وتحديدًا جزيئات الكربون النانوية الحاوية على التكنيشيوم -99م. تتضمن مرحلة التروية في الاختبار حقن الأَلبومين المكدس الموسوم بالتكنيشيوم 99م. تلتقط كاميرا أشعة غاما الصور في مرحلتي الدراسة. يمكن أيضًا التقاط صورة طبية بأشعة غاما بعد حقن التكنيشيوم الواسم لإم إم أيه. تُتخطى الصورة الطبية بأشعة غاما أغلب الأحيان إذا كان المريض يعاني من فرط ضغط الدم الرئوي.
يمكن أيضًا إجراء الاختبار باستخدام التصوير المقطعي بالإصدار البوزيتروني (بّي إي تي) بدلًا من التصوير الومضاني بكاميرا أشعة غاما التقليدية. أُجري ذلك بتصوير التهوية باستخدام جسيمات الكربون النانوية الموسومة بالغاليوم-68 (غاليغاز) عبر آلة تيكنيغاز التقليدية، وتصوير التروية باستخدام الألبومين المكدس الموسوم بالغاليوم-68. يتمتع التصوير المقطعي بالإصدار البوزيتروني بمزايا محتملة عديدة منها الدقة الفائقة والسرعة والتكميم.